# 80ª Brigata fucilieri motorizzata artica
L'80ª Brigata autonoma fucilieri motorizzata artica (in russo 80-я отдельная мотострелковая бригада (арктическая)?, 80-ja otdel'naja motostrelkovaja brigada (arktičeskaja), unità militare 34667) è un'unità di fanteria meccanizzata delle Forze terrestri russe, subordinata al 14º Corpo d'armata del Distretto militare di Leningrado e con base a Alakurtti nell'oblast' di Murmansk.

## Storia
La brigata è stata costituita il 31 dicembre 2014, e il 17 gennaio 2015 ne è stata presentata ufficialmente la bandiera di guerra alla presenza del comandante della Flotta del Nord, ammiraglio Vladimir Korolёv. Si tratta della seconda brigata artica russa, insieme alla 200ª Brigata fucilieri motorizzata delle guardie creata nel 2011. Nell'aprile 2017 le due unità sono entrate a far parte del neocostituito 14º Corpo d'armata. Tuttavia, a differenza della 200ª, l'80ª Brigata è maggiormente specializzata nelle operazioni in territorio artico, essendo dotata di cingolati articolati e motoslitte e priva di equipaggiamento pesante. Ha il compito di sorvegliare il confine con la Norvegia e soprattutto le isole russe dell'Artico.

### Guerra russo-ucraina
Nel giugno 2022 almeno un gruppo tattico di battaglione della brigata è stato inviato in Donbass nell'ambito dell'invasione russa dell'Ucraina. A partire da ottobre è stata schierata nella regione di Cherson. In seguito al successo della controffensiva ucraina le forze russe si sono ritirate dalla sponda meridionale del Dnepr entro l'11 novembre 2022, e la brigata nei mesi successivi è rimasta di stanza nel settore antistante alla Cherson. Ha continuato a operare nella regione di Cherson per tutto il 2023. Durante questo periodo ha subito gravi perdite, fino all'80% degli effettivi, nel corso dei combattimenti presso le diverse isole dell'estuario del Dnepr, dovendo integrare i propri reparti con personale reclutato dalle colonie penali. A settembre 2024 elementi della brigata sono stati trasferiti nell'oblast' di Kursk per contrastare l'offensiva ucraina in territorio russo.

## Struttura
- Comando di brigata
- 1º Battaglione fucilieri motorizzato artico
- 2º Battaglione fucilieri motorizzato artico
- Battaglione artiglieria semovente (2S1 Gvozdika)
- Battaglione missilistico contraereo
- Battaglione genio
- Battaglione ricognizione
- Battaglione comunicazioni
- Compagnia manutenzione
- Compagnia logistica
- Compagnia comando
- Compagnia guerra elettronica
- Compagnia UAV
- Compagnia difesa NBC
- Compagnia cecchini
- Compagnia medica